# Константін Гурмузакі
Константін Д. Гурмузакі (рум. Constantin Hurmuzaki, нім. Constantin Hormuzaki; (12 листопада 1811, Чернівці, Буковина, Австрійська імперія — 15 лютого 1869, Відень) — румунський юрист і політик.

## Біографія
Син Доксачі Гурмузакі та один з братів Гурмузакі, він народився в родинному маєтку в Чернівцях. Він відвідував початкову школу на Буковині. Потім вивчав право у Віденському університеті, який закінчив у 1834 році. У 1844 році оселився в Яссах, столиці Молдови, ставши відомим адвокатом. Разом з братом Алеком Гурмузакі збирав архівні документи з історії румунів у Кишиневі та Одесі. У 1850 році він приєднався до комітету з реорганізації народної освіти, а в 1852 році — до комітету з правової реформи. За свою роботу в цій комісії, яка призвела до створення кодексу законів та шкільного статуту, він отримав звання аги.
Прихильник об'єднання князівств, він представляв Роман у Молдавському спеціальному Дивані. Двічі був міністром юстиції в новій союзній державі та депутатом законодавчих зборів 1860 та 1861 років. У 1867 році він був обраний до палати депутатів тогочасної Румунії. Того ж року він допоміг прийняти закон про концесії на будівництво залізниць.
Помер у Відні у віці 67 років і похований у комуні Дулчешть, повіту Нямц, поруч зі своїм братом Алеком, на подвір'ї церкви Зіслання Святого Духа. Його ім'ям названі вулиці в містах Констанца та Сібіу.